# 宮ノ花秀輝
宮ノ花 秀輝（みやのはな ひでてる、1938年1月30日 - 没年不明）は、愛媛県八幡浜市出身で二所ノ関部屋に所属した元大相撲力士。本名は宮脇 邦義（みやわき くによし）。得意手は左四つ、寄り。最高位は東前頭12枚目（1962年9月場所）。現役時代の体格は176cm、110kg。

## 来歴・人物
中学校卒業後に二所ノ関部屋へ入門し、1953年5月場所にて、15歳で初土俵を踏んだ。
序ノ口に付いた時の四股名は、本名と同じ「宮脇」。その後、「宮ノ花」→「八幡濱（故郷の地名に因んだ）」→「宮ノ花」と3度改名している。
左四つからの寄りという正攻法を得意としたが、立ち合いの鋭さに欠け、取り口は地味であった。
また、極度の近視であったため、速攻相撲の力士に対しては苦戦した。
十両昇進は、1961年7月場所。
その後、1962年9月場所で新入幕を果たすが、3勝12敗と大きく負け越して1場所で十両に逆戻りとなった。
なお、同場所では、弟弟子でもある横綱・大鵬の露払いを務めている。
以降、再入幕は成らず、幕下28枚目まで番付を下げて1964年9月場所後に廃業した。

## 主な成績・記録
- 通算成績：292勝263敗27休 勝率.526
- 幕内成績：3勝12敗 勝率.200
- 現役在位：59場所
- 幕内在位：1場所
- 各段優勝
  - 序二段優勝：1回（1955年1月場所）

### 場所別成績
| | 一月場所 初場所（東京） | 三月場所 春場所（大阪） | 五月場所 夏場所（東京） | 七月場所 名古屋場所（愛知） | 九月場所 秋場所（東京） | 十一月場所 九州場所（福岡） |
| --- | ----------------------- | ----------------------- | ----------------------- | --------------------------- | ----------------------- | --------------------------- |
| 1953年 （昭和28年） | x                       | x                       | （前相撲）              | x                           | 東序ノ口5枚目 4–4       | x                           |
| 1954年 （昭和29年） | 西序二段50枚目 4–4      | 西序二段30枚目 5–3      | 西序二段12枚目 4–4      | x                           | 西序二段10枚目 3–5      | x                           |
| 1955年 （昭和30年） | 西序二段10枚目 優勝 8–0 | 東三段目45枚目 4–4      | 西三段目38枚目 5–3      | x                           | 西三段目15枚目 2–6      | x                           |
| 1956年 （昭和31年） | 西三段目30枚目 6–2      | 東三段目6枚目 5–3       | 西幕下65枚目 3–5        | x                           | 西幕下71枚目 4–4        | x                           |
| 1957年 （昭和32年） | 東幕下68枚目 4–4        | 東幕下67枚目 6–2        | 西幕下49枚目 5–3        | x                           | 西幕下38枚目 6–2        | 西幕下24枚目 1–3–4          |
| 1958年 （昭和33年） | 西幕下39枚目 6–2        | 東幕下29枚目 4–4        | 東幕下28枚目 7–1        | 西幕下6枚目 4–4             | 東幕下5枚目 2–5–1       | 西幕下15枚目 5–3            |
| 1959年 （昭和34年） | 西幕下10枚目 7–1        | 西幕下筆頭 3–5          | 西幕下5枚目 2–6         | 東幕下11枚目 2–6            | 東幕下21枚目 5–3        | 西幕下15枚目 3–5            |
| 1960年 （昭和35年） | 西幕下25枚目 7–1        | 西幕下7枚目 3–5         | 東幕下11枚目 4–4        | 東幕下10枚目 4–3            | 西幕下8枚目 3–4         | 東幕下11枚目 4–3            |
| 1961年 （昭和36年） | 東幕下6枚目 4–3         | 東幕下3枚目 4–3         | 西幕下2枚目 6–1         | 東十両15枚目 9–6            | 東十両7枚目 6–9         | 東十両11枚目 8–7            |
| 1962年 （昭和37年） | 西十両6枚目 6–9         | 東十両9枚目 7–8         | 東十両10枚目 11–4       | 東十両2枚目 11–4            | 東前頭12枚目 3–12       | 西十両3枚目 2–4–9           |
| 1963年 （昭和38年） | 西十両15枚目 7–8        | 西十両17枚目 8–7        | 西十両13枚目 9–6        | 東十両13枚目 8–7            | 東十両11枚目 8–7        | 西十両8枚目 6–9             |
| 1964年 （昭和39年） | 東十両11枚目 5–10       | 西十両17枚目 6–9        | 西幕下筆頭 4–3          | 西幕下筆頭 0–1–6            | 西幕下28枚目 引退 0–0–7 | x                           |
| 各欄の数字は、「勝ち-負け-休場」を示す。 優勝 引退 休場 十両 幕下 三賞：敢=敢闘賞、殊=殊勲賞、技=技能賞 その他：★=金星 番付階級：幕内 - 十両 - 幕下 - 三段目 - 序二段 - 序ノ口 幕内序列：横綱 - 大関 - 関脇 - 小結 - 前頭（「#数字」は各位内の序列） |                         |                         |                         |                             |                         |                             |

### 幕内対戦成績
| 力士名 | 勝数 | 負数 | 力士名 | 勝数 | 負数 | 力士名   | 勝数 | 負数 | 力士名 | 勝数 | 負数 |
| ------ | ---- | ---- | ------ | ---- | ---- | -------- | ---- | ---- | ------ | ---- | ---- |
| 朝ノ海 | 0    | 1    | 東錦   | 0    | 1    | 天津風   | 1    | 0    | 宇多川 | 1    | 0    |
| 追手山 | 0    | 1    | 扇山   | 0    | 1    | 小城ノ花 | 0    | 1    | 君錦   | 0    | 1    |
| 羽黒山 | 0    | 1    | 房錦   | 0    | 1    | 星甲     | 0    | 1    | 明武谷 | 0    | 1    |
| 芳野嶺 | 0    | 1    | 若羽黒 | 0    | 1    | 若前田   | 1    | 0    |        |      |      |

## 改名歴
- 宮脇 邦義（みやわき くによし、1953年9月場所-1954年3月場所）
- 宮ノ花 邦義（みやのはな くによし、1954年5月場所-1956年5月場所）
- 八幡濱 邦義（やわたはま くによし、1956年9月場所）
- 宮ノ花 秀輝（秀暉）（みやのはな ひでてる、1957年1月場所-1964年9月場所）